# Thiago Silva (lutador)
Thiago Anderson Ramos da Silva (São Carlos, 12 de novembro de 1982) é um lutador de artes marciais mistas (MMA) brasileiro que compete na categoria meio-pesado.

## Carreira no MMA

### Começo da carreira
Antes de entrar para o Ultimate Fighting Championship, Thiago Silva lutou em promoções em seu país natal, Brasil. Durante suas primeiras nove lutas profissionais, conseguiu o recorde perfeito de 9–0, vencendo sete dessas lutas por nocaute ou TKO e uma por finalização. Silva também lutou no Grand Prix do Fury FC 2 em 2006.

### Ultimate Fighting Championship
Thiago Silva fez sua estreia no UFC contra James Irvin no UFC 71. Durante o primeiro round, Irvin machucou seu joelho após uma queda de Silva e foi incapaz de continuar na luta. Silva foi declarado vencedor por TKO. A luta seguinte de Silva foi contra o estreante no UFC Tomasz Drwal no UFC 75. Silva venceu a luta por TKO com golpes no segundo round.
Após suas primeiras duas vitórias, Silva fez sua estreia televisionada no card principal do UFC 78 contra Houston Alexander. Durante a luta, ele rapidamente expôs o jogo de chão de Alexander, que havia sido testado nas duas primeiras duas vitórias por nocaute de Alexander. Após reverter a posição e conseguir a montada, Silva soltou uma enxurrada de socos até seu oponente ser nocauteado ainda no primeiro round.
Silva era esperado para enfrentar o futuro Campeão Meio Pesado do UFC Rashad Evans no UFC 84, mas Evans foi obrigado a se retirar da luta após aceitar o convite para enfrentar Chuck Liddell no UFC 88. Em vez disso, Silva enfrentou o estreante no UFC Antonio Mendes. No começo da luta foi atordoado por chute na cabeça de Mendes, Silva sobreviveu a enxurrada de golpes de Mendes e conseguiu derrubá-lo, conseguindo a montada. Da posição dominante, Silva castigou-o com socos e cotoveladas até Mendes desistir ainda no primeiro round.
Originalmente esperado para enfrentar o também invicto Lyoto Machida no UFC 89, Silva foi forçado a se retirar da luta com uma lesão nas costas sofrida nos treinos. A luta foi depois remarcada para o UFC 94. Machida venceu por nocaute com um soco no fim do primeiro round, encerrando a série invicta de treze lutas de Thiago Silva.
No ano de 2009, Silva era esperado para enfrentar o ex-campeão Meio Pesado do UFC Forrest Griffin, mas Dana White, em vez disso, colocou Griffin para enfrentar o Campeão dos Médios Anderson Silva. Em vez disso, enfrentou Keith Jardine no UFC 102, em agosto. No começo da luta, Thiago Silva acertou um uppercut e derrubou Jardine com um cruzado de direita. Silva ainda deu quatro socos em Jardine que ficou inconsciente, acabando a luta aos 1:35 do primeiro round.
Em seguida lutou contra o amigo e companheiro de treinos de Keith Jardine, Rashad Evans no evento principal do UFC 108, e perdeu a luta em uma decisão unânime. Evans foi capaz de tomar o controle do octógono usando seu wrestling agressivo e derrubando em maior parte da luta, embora Silva tenha conectado dois cruzados que derrubaram Evans e deixando-o momentaneamente atordoado no round final. Os juízes marcaram a luta como 29–28 em favor de Evans, resultando na segunda derrota no MMA profissional de Silva. Após a luta com Evans, foi confirmado que Silva lutou com três hérnias de disco.
Silva era esperado para enfrentar Tim Boetsch no UFC 117, mas foi forçado a se retirar do card com uma lesão nas costas sendo substituído pelo estreante no UFC Todd Brown.
Silva enfrentou o lutador experiente em Muay Thai Brandon Vera em 1 de janeiro de 2011 no UFC 125. Ele venceu a luta por decisão unânime após dominar Brandon Vera no ground and pound, incluindo golpes com a palma da mão que resultaram na quebra do nariz de Vera.

### Doping
Silva era esperado para enfrentar o ex-Campeão dos Meio Pesados Quinton Jackson em 28 de maio de 2011 no UFC 130, embora houvesse rumores que a luta havia sido cancelada por lesão ou falha no teste de droga em sua luta no UFC 125. Em uma entrevista ao site de MMA brasileiro Tatame, Thiago egou sua lesão; "Lesionado? Eu? Eu estou muito saudável. Isso não é verdade e a NSAC fez dois testes, um deu positivo e o outro negativo, estou calmo."
Após essa entrevista, Keith Kizer, comissário da NSAC, confirmou que as amostras de Thiago Silva estavam em fase de testes; "Isso não é exato. Nós tivemos apenas a primeira amostra de volta. Poderia ser semanas antes de saber os resultados do segundo teste." O UFC não queria correr risco de esperar o segundo teste de Silva, e substituiu Silva por Matt Hamill.
Em 29 de março, Kizer divulgou os detalhes que cercam as questões sobre o teste de drogas de Silva no UFC 125. Ele confirmou que os resultados, depois de duas instalações diferentes de testes de drogas analisou sua amostra de urina, foram inconsistentes com urina humana. Isto sugere que Silva seja enviado um exemplar alterado ou substituído para a amostra utilizada no teste de drogas. A Comissão Atlética do Estado de Nevada discutiu uma suspensão temporária em uma audiência em 7 de abril que tornou sua última vitória em Sem Resultado.
Em 30 de março, Silva anunciou um comunicado admitindo a falsificação do exame de urina.
| “ | Eu usei um adulterante de urina quando dar uma amostra após minha luta com Brandon Vera. Fiz isso na tentativa de alterar os resultados do teste e conscientemente quebrei as regras da Comissão Atlética do Estado de Nevada. Esta foi uma decisão terrível de minha parte para que eu vou ser punido. Estou preparado para aceitar a punição, aprender com isso e seguir em frente. Peço desculpas à comissão, ao UFC, Brandon Vera e aos fãs de MMA. | ” |

Silva disse que não queria dar desculpa por seu comportamento, mas ele tinha esperança de dar explicações das suas decisões.
| “ | Por favor, não interprete isso como uma tentativa de justificar minhas ações. Eu sei estava errado, e eu sei que tomei decisões ruins... Eu lesionei novamente minhas costas 45 dias antes da luta com Brandon Vera. Depois de não lutar por um ano, tomei a decisão de não sair da luta. Eu também decidi que a única maneira que eu poderia continuar com a luta era tomar injeções nas minhas costas e coluna vertebral que as substâncias contidas proibida pela Comissão Atlética do Estado de Nevada. Eu também tomei a decisão de usar um produto para ocultar a presença dessas substâncias num teste de urina. | ” |

Após o julgamento, a Comissão Atlética do Estado de Nevada deu à Silva uma suspensão de um ano, com a mudança da sua última vitória para Sem Resultado, a perda de 25 porcento de sua bolsa, e $20.000 de um bônus de $55.000.

### Volta da suspensão
Silva voltou de sua suspensão de um ano para substituir Antônio Rogério Nogueira contra Alexander Gustafsson em 14 de abril de 2012 no UFC on Fuel TV: Gustafsson vs. Silva, Estocolmo, Suécia (país nativo de Gustafsson). Silva perdeu a luta por decisão unânime após ser dominado por Gustafsson na trocação durante os três rounds.
Silva era esperado para enfrentar Maurício Shogun em 21 de julho de 2012 no UFC 149. Porém, Silva foi obrigado a se retirar da luta com uma lesão.
Silva enfrentou Stanislav Nedkov em 10 de novembro de 2012 no UFC on Fuel TV: Franklin vs. Le, em Macau, China. Silva venceu a luta por finalização com um triângulo de braço no terceiro round. Mas novamente Silva foi pego no antidoping, dessa vez por uso de maconha. Silva recebeu uma punição de seis meses e a luta foi mudada para Sem Resultado.
Silva voltou de sua suspensão para enfrentar o ex-Campeão Meio Pesado do Strikeforce, Rafael Feijão. Silva conectou chutes na perna e nas costelas de Feijão, mas ficou atordoado ao receber uma cotovelada rodada, momentos após isso Silva se recuperou e acertou uma combinação de socos que derrubaram Feijão aos 4:29 do primeiro round.
Após a luta, Silva foi desafiado por Antônio Silva, que era seu companheiro de equipe em sua antiga academia American Top Team.
| “ | O Thiago pesa 105 kg, ele é peso pesado e tem que baixar de peso. Temos uma dívida a resolver, ele poderia aceitar uma luta comigo no peso pesado. | ” |

Em uma entrevista pós-luta, após ficar sabendo do desafio do ex-companheiro de treinos por um repórter, Thiago respondeu:
| “ | Na hora que ele quiser. Eu treinei com o Pezão três anos, você pergunte se ele fez alguma coisa para mim, apanhava igual uma cachorrinha. Manda aquele queixão vir aqui que ele vai ver só. Pra mim está tranquilo, ele fala demais aquele cara. Não gosto dele. | ” |

Silva venceu o americano Matt Hamill em 9 de outubro de 2013 no UFC Fight Night: Maia vs. Shields por decisão unânime.
Thiago era esperado agora para enfrentar Ovince St. Preux em 15 de janeiro de 2014 no UFC Fight Night: Rockhold vs. Philippou. Porém, teve que se retirar da luta um dia após o anúncio da luta.
A luta contra St. Preux foi remarcada para 15 de março de 2014 no UFC 171.
Atualmente, Thiago treina na Academia Blackzilians, localizada em Boca Raton, Florida.

### Prisão
Thiago Silva foi preso armado pela SWAT, na madrugada do dia 7 de fevereiro de 2014, após ameaçar pessoas na academia Pablo Popovitch Mixed Martial Arts. Pablo Popovitch é o treinador de Thaysa Kamiji, esposa de Thiago Silva, e, de acordo com testemunhas, o incidente teria se iniciado após uma discussão entre o lutador e sua mulher envolvendo o nome de Pablo. Thiago foi preso, mas o juiz concedeu fiança e ele foi libertado em março, mas obrigando-o a usar uma tornozeleira elétrica de identificação.
Em conversa com um repórter, ainda dentro do carro, perguntado sobre o que aconteceu, o lutador negou que tenha apontado a arma para sua esposa e respondeu:
| “ | Ela quer minha casa e quer o meu dinheiro. | ” |

## Retirada das acusações e volta ao UFC
No dia 4 de setembro de 2014, a polícia declarou que como a ex-esposa de Thiago não colaborou com as investigações e teria se mudado dos EUA, as acusações de agressão contra o lutador foram retiradas. No dia seguinte, a equipe de Thiago anunciou o seu retorno ao Ultimate.

## Nova demissão do UFC
No dia 19 de setembro de 2014, sua ex-esposa Thaysa divulgou um vídeo em seu Facebook, que mostrava Thiago armado ameaçando-a e aparentemente drogado, horas depois o UFC anunciou que Thiago fora liberado de seu contrato.

## Cartel no MMA
| Cartel no MMA   |             |            |
| 32 lutas        | 21 vitórias | 9 derrotas |
| Por nocaute     | 15          | 4          |
| Por finalização | 2           | 1          |
| Por decisão     | 4           | 4          |
| No contest      | 2           | 2          |

| Res.    | Cartel   | Oponente                 | Método                                    | Evento                               | Data       | Round | Tempo | Local                 | Notas                                                                             |
| ------- | -------- | ------------------------ | ----------------------------------------- | ------------------------------------ | ---------- | ----- | ----- | --------------------- | --------------------------------------------------------------------------------- |
| Derrota | 21-9 (2) | David Zawada             | Decisão (Unânime)                         | KSW 49 - Martela vs. Askham 2        | 18/05/2019 | 3     | 5:00  | Gdansk                |                                                                                   |
| Derrota | 21-8 (2) | Ivan Shtyrkov            | Finalização (chave de braço)              | RCC 5                                | 15/12/2018 | 1     | 2:20  | Ekaterinburg          |                                                                                   |
| Vitória | 21-7 (2) | James McSweeney          | Decisão (Unânime)                         | KSW 45                               | 06/10/2018 | 3     | 5:00  | Londres               |                                                                                   |
| Derrota | 20-7 (2) | Mikhail Kolobegov        | Decisão (Dividida)                        | ACB 82 - Silva vs. Kolobegov         | 09/03/2018 | 3     | 5:00  | São Paulo             |                                                                                   |
| Vitória | 20-6 (2) | Daniel Toledo            | Nocaute Técnico (Socos)                   | ACB 74 - Agujev vs. Townsend         | 18/11/2017 | 2     | 4:29  | Viena                 |                                                                                   |
| Derrota | 19-6 (2) | Batraz Agnaev            | Nocaute Técnico (Socos)                   | ACB 65 - Silva vs. Agnaev            | 22/07/2017 | 2     | 3:34  | Sheffield             |                                                                                   |
| Vitória | 19-5 (2) | Jared Torgeson           | Decisão (unânime)                         | ACB 51 - Silva vs. Torgeson          | 13/01/2017 | 5     | 5:00  | Irvine, Califórnia    |                                                                                   |
| Vitória | 18-5 (2) | Rameau Thierry Sokoudjou | Nocaute Técnico (socos)                   | Fight2Night 1                        | 04/11/2016 | 3     | 2:38  | Rio de Janeiro        |                                                                                   |
| Vitória | 17-5 (2) | Stav Economou            | Decisão (unânime)                         | WFCA 17: Grand Prix Akhmat           | 09/04/2016 | 3     | 5:00  | Grozny                |                                                                                   |
| Derrota | 16-5 (2) | Marcus Sursa             | Nocaute Técnico (socos)                   | Gladiator MMA                        | 21/11/2015 | 2     | 2:00  | St. Charles, Missouri |                                                                                   |
| Derrota | 16-4 (2) | Teddy Holder             | Nocaute Técnico (socos)                   | WSOF 19                              | 28/03/2015 | 1     | 2:00  | Phoenix, Arizona      | Estréia no WSOF                                                                   |
| Vitória | 16-3(2)  | Matt Hamill              | Decisão (unânime)                         | UFC Fight Night: Maia vs. Shields    | 09/10/2013 | 3     | 5:00  | Barueri               |                                                                                   |
| Vitória | 15-3(2)  | Rafael Cavalcante        | Nocaute (socos)                           | UFC on Fuel TV: Nogueira vs. Werdum  | 08/06/2013 | 1     | 4:29  | Fortaleza             | Luta da Noite; Nocaute da Noite                                                   |
| NC      | 14-3(2)  | Stanislav Nedkov         | Sem Resultado                             | UFC on Fuel TV: Franklin vs. Le      | 10/11/2012 | 3     | 1:45  | Cotai                 | Originalmente vitória por finalização, foi pego no antidoping                     |
| Derrota | 14–3(1)  | Alexander Gustafsson     | Decisão (unânime)                         | UFC on Fuel TV: Gustafsson vs. Silva | 14/04/2012 | 3     | 5:00  | Estocolmo             |                                                                                   |
| NC      | 14-2 (1) | Brandon Vera             | Sem Resultado                             | UFC 125: Resolution                  | 01/01/2011 | 3     | 5:00  | Las Vegas, Nevada     | Originalmente vitória por Decisão; Silva falsificou o exame de urina após a luta. |
| Derrota | 14-2     | Rashad Evans             | Decisão (unânime)                         | UFC 108: Evans vs. Silva             | 02/01/2010 | 3     | 5:00  | Las Vegas, Nevada     |                                                                                   |
| Vitória | 14-1     | Keith Jardine            | Nocaute (Soco)                            | UFC 102: Couture vs. Nogueira        | 29/08/2009 | 1     | 1:35  | Portland, Oregon      |                                                                                   |
| Derrota | 13-1     | Lyoto Machida            | Nocaute (soco)                            | UFC 94: St-Pierre vs. Penn 2         | 01/02/2008 | 1     | 4:59  | Las Vegas, Nevada     |                                                                                   |
| Vitória | 13-0     | Antônio Mendes           | Finalizaçao (golpes)                      | UFC 84: Ill Will                     | 24/05/2008 | 1     | 2:24  | Las Vegas, Nevada     |                                                                                   |
| Vitória | 12-0     | Houston Alexander        | Nocaute Técnico (golpes)                  | UFC 78: Validation                   | 17/11/2007 | 1     | 3:25  | Newark, New Jersey    |                                                                                   |
| Vitória | 11-0     | Tomasz Drwal             | Nocaute Técnico (golpes)                  | UFC 75: Champion vs. Champion        | 08/09/2007 | 2     | 4:23  | Londres               |                                                                                   |
| Vitória | 10-0     | James Irvin              | Nocaute Técnico (lesão no joelho)         | UFC 71: Liddell vs. Jackson          | 26/05/2007 | 1     | 1:06  | Las Vegas, Nevada     | Estréia no UFC.                                                                   |
| Vitória | 9-0      | Tatsuya Mizuno           | Nocaute (tiro de meta)                    | Pancrase - Rising 2                  | 28/02/2007 | 1     | 4:29  | Tóquio                |                                                                                   |
| Vitória | 8-0      | Claudio Godói            | Nocaute (socos)                           | Fury FC 2: Final Combat              | 30/11/2006 | 1     | 2:06  | São Paulo             | Tornou-se o Campeão do Fury FC 2 GP.                                              |
| Vitória | 7-0      | Vítor Vianna             | Nocaute Técnico (lesão)                   | Fury FC 2: Final Combat              | 30/11/2006 | 1     | 1:50  | São Paulo             |                                                                                   |
| Vitória | 6-0      | Dino Pezão               | Nocaute Técnico (socos)                   | Show Fight 5                         | 09/11/2006 | 1     | 4:34  | São Paulo             |                                                                                   |
| Vitória | 5-0      | Dave Dalgliesh           | Finalização (chave de tornozelo)          | Fury FC 1                            | 27/09/2006 | 1     | 1:05  | São Paulo             |                                                                                   |
| Vitória | 4-0      | Claudio Godói            | Decisão (unânime)                         | Show Fight 4                         | 06/04/2006 | 3     | 5:00  | São Paulo             |                                                                                   |
| Vitória | 3-0      | Rodrigo Gripp de Sousa   | Nocaute Técnico (interrupção médica)      | Shooto - Brazil 9                    | 03/12/2005 | 2     | 1:14  | São Paulo             |                                                                                   |
| Vitória | 2-0      | Flávio Polonês           | Nocaute (soco)                            | Arena Combat Cup 2                   | 05/11/2005 | 1     | 3:39  | São Paulo             |                                                                                   |
| Vitória | 1-0      | Rubens Macula            | Nocaute Técnico (chute na cabeça e socos) | Predador FC 1                        | 10/09/2005 | 2     | 4:17  | São Paulo             |                                                                                   |